# Hiromu Katagiri
Hiromu Katagiri (jap. 片桐大夢 Katagiri Hiromu; ur. 22 grudnia 1998) – japoński zapaśnik walczący w stylu klasycznym. Wicemistrz Azji w 2019. Srebrny medalista akademickich MŚ w 2018 roku.